# Distributário

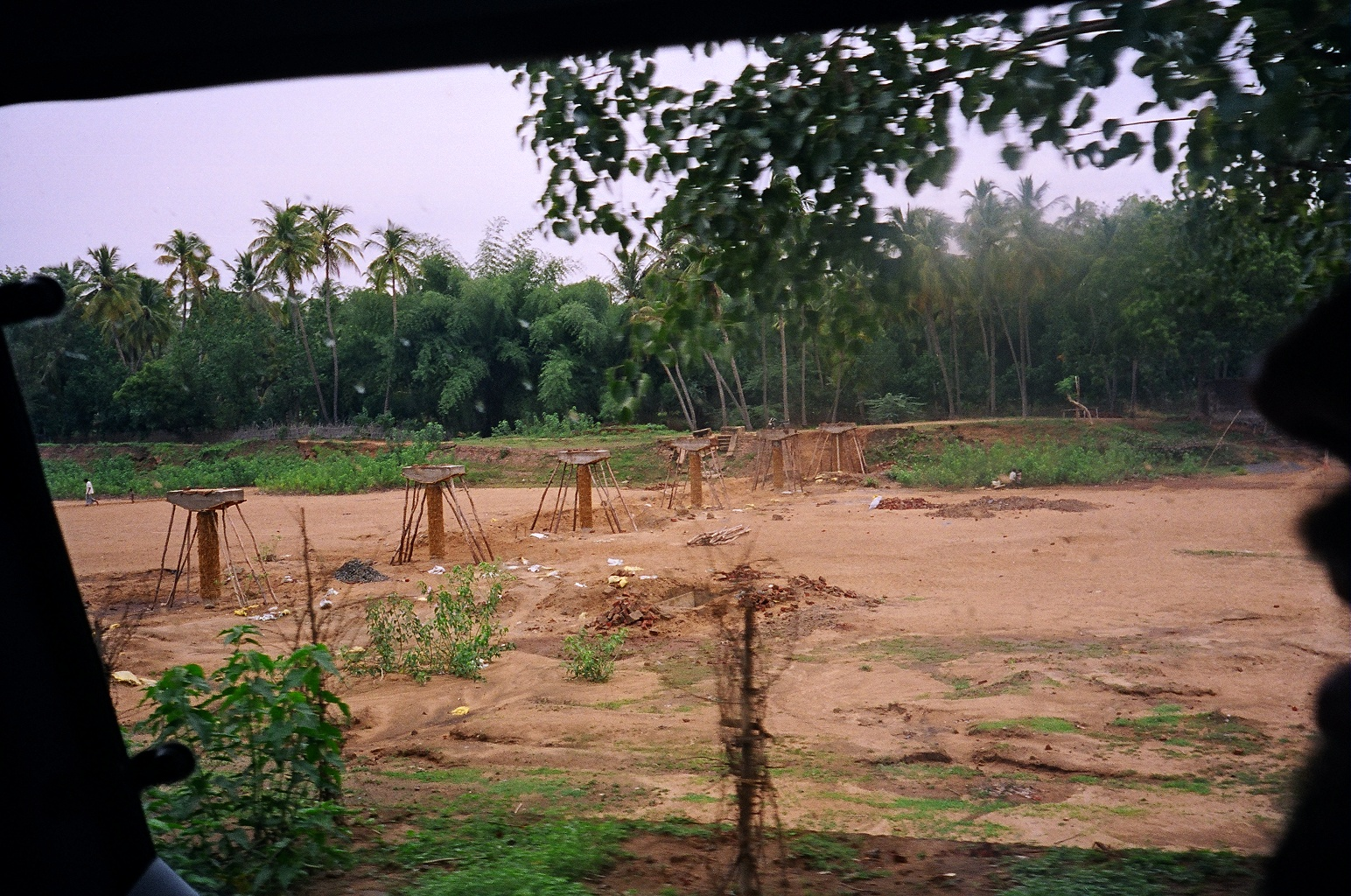
Um distributário sazonal do rio Kaveri no delta do Kaveri, arredores de Nannilam, Índia.

Um distributário, canal distributário ou defluente, é um canal de um curso de água, por vezes formando um ribeiro ou rio autónomo, que ramifica a partir de um canal principal. Estas estruturas são comuns nos deltas.